# Havrîlivka Druha, Kalanceak
Havrîlivka Druha (în ucraineană Гаврилівка Друга) este localitatea de reședință a comunei Havrîlivka Druha din raionul Kalanceak, regiunea Herson, Ucraina.

## Demografie
Componența lingvistică a localității Havrîlivka Druha
     Ucraineană (92%)
     Rusă (6,4%)
     Alte limbi (1,23%)
Conform recensământului din 2001, majoritatea populației localității Havrîlivka Druha era vorbitoare de ucraineană (92%), existând în minoritate și vorbitori de rusă (6,4%).